# Marten Schmidt
Marten-Heiko Schmidt (* 24. Januar 1996 in Wittmund) ist ein deutscher Fußballspieler.

## Karriere
Nach seinen Anfängen in der Jugendabteilung des Heidmühler FC wechselte er im Winter 2014 in die Jugendabteilung des VfL Oldenburg. Im Sommer 2015 wurde er in den Kader der ersten Mannschaft in der Oberliga Niedersachsen aufgenommen. Am Ende der Saison 2017/18 stieg er mit seiner Mannschaft in den Relegationsspielen in die Regionalliga Nord auf, aber bereits in der nächsten Spielzeit wieder in die Oberliga Niedersachsen ab.
Im Sommer 2020 wechselte er zum Stadtrivalen VfB Oldenburg in die Regionalliga Nord. Am Ende der Spielzeit 2021/22 gelang ihm mit seiner Mannschaft der Aufstieg in die 3. Liga, da er sich mit seinem Verein in den Aufstiegsspielen gegen den Meister der Regionalliga Nordost, BFC Dynamo, durchsetzte. Seinen ersten Profieinsatz hatte er am 6. August 2022, dem 2. Spieltag, als er bei der 0:1-Auswärtsniederlage gegen den TSV 1860 München in der 64. Spielminute für Affam Ifeadigo eingewechselt wurde. Insgesamt bestritt er in der Saison 18 Drittligaspiele, die meisten davon jedoch in der Hinrunde. In der Rückrunde kam er nur noch viermal zum Einsatz.
Nach dem Abstieg der Mannschaft zurück in die Regionalliga verließ Schmidt den Verein im Sommer 2023 und schloss sich stattdessen dem künftigen Ligakonkurrenten SC Weiche Flensburg 08 an. Nach einem Jahr in Flensburg wechselte er im Sommer 2024 weiter zum Regionalliga-Aufsteiger Kickers Emden.

## Erfolge
- Meister der Regionalliga Nord und Aufstieg in die 3. Liga: 2021/22